# 3722 Urata
3722 Urata è un asteroide della fascia principale. Scoperto nel 1927, presenta un'orbita caratterizzata da un semiasse maggiore pari a 2,2362561 UA e da un'eccentricità di 0,1989771, inclinata di 6,45579° rispetto all'eclittica. Ha preso il nome da Takeshi Urata, astronomo giapponese.